# Шергіно
Шергіно (рос. Шергино) — улус Кабанського району, Бурятії Росії. Входить до складу Сільського поселення Шергінське.
Населення — 627 осіб (2015 рік).